# Kombinat gastronomiczny „Kaskada” w Szczecinie
Kombinat gastronomiczny „Kaskada” w Szczecinie (do 1945 niem. Haus Ponath) – lokal gastronomiczno-rozrywkowy, który znajdował się przy zbiegu ul. Edmunda Bałuki (dawniej ul. Obrońców Stalingradu) i al. Niepodległości, w bezpośredniej bliskości pl. Żołnierza Polskiego. W 1981 roku spłonął.

## Haus Ponath

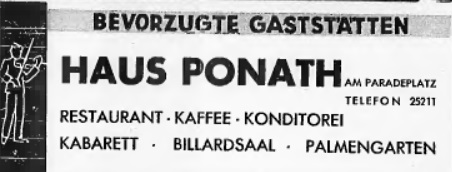
Reklama z 1937 r.

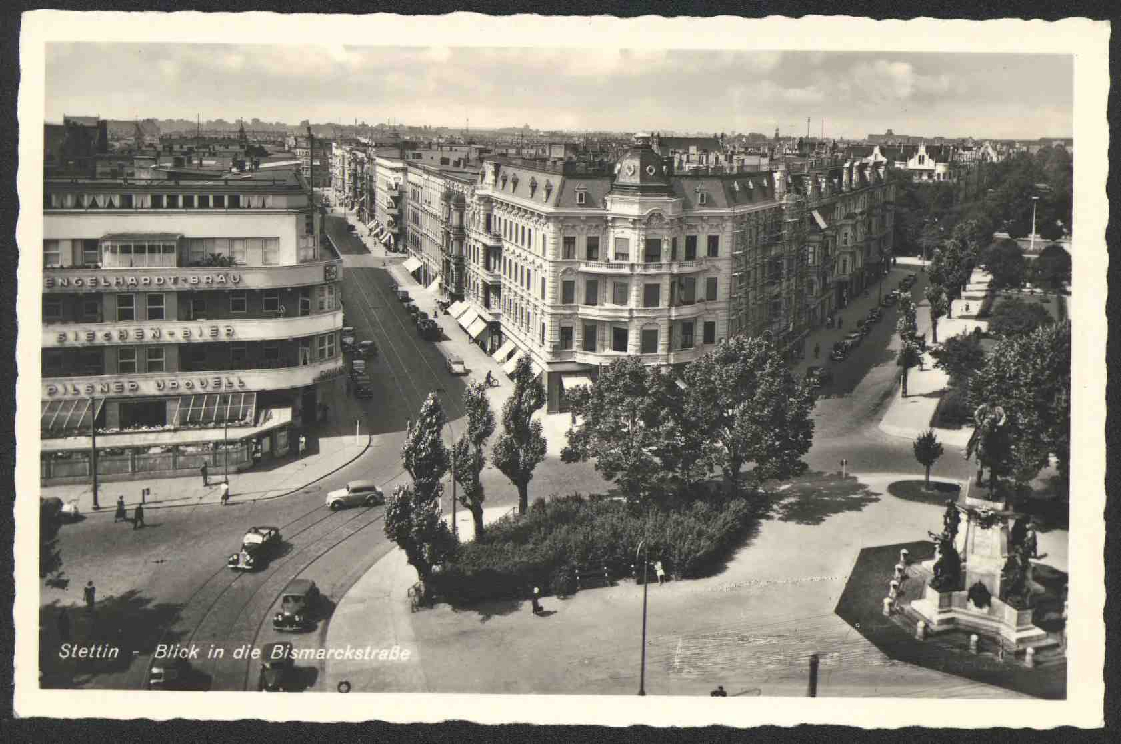
Przedwojenna ulica Edmunda Bałuki (niem. Bismarckstraße). Haus Ponath po lewej

Modernistyczny, czterokondygnacyjny kompleks rozrywkowy zbudowany został w Szczecinie w 1929 (powstał z rozbudowy kamienicy) przez Ottona Ponatha, stąd jego wcześniejsza nazwa. Kompleks słynął z wysokiej jakości usług i nowoczesności. Na parterze znajdowała się kawiarnia i sala tańca, na pierwszym piętrze restauracja, a dalej pokój gier i zabaw, sala bilardowa, kabaret, latem przed budynkiem był też czynny ogródek.

## Kombinat Gastronomiczny „Kaskada”
Po II wojnie światowej mało zniszczony budynek ulegał przebudowom i zmieniał swą funkcję. Do 1957 mieścił się w nim dom towarowy sieci Powszechne Domy Towarowe (PDT) oraz kawiarnia i restauracja „Centralna”. Przez następne 5 lat budynek był wyłączony z użytkowania z powodu remontu. Przebudowany gmach powrócił 21 kwietnia 1962 do dawnej funkcji zespołu rozrywkowo-gastronomicznego jako „Kaskada”, zdrobniale nazywana „Kaśką”. Lokal uchodził za najbardziej ekskluzywny kompleks gastronomiczno-rozrywkowy w tej części Polski. Na parterze „Kaskady” znajdowała się luksusowa restauracja „Kapitańska” z wykwintnymi daniami. Na pierwszym i drugim piętrze mieściły się restauracje „Rondo” i „Słowiańska”, o niższych cenach. Trzecie piętro zajmowała kawiarnia „Pokusa”.
Budynek spłonął 27 kwietnia 1981. W pożarze zginęło 14 osób.
W 1982 zgliszcza budynku zostały rozebrane, zachowano jedynie pozostałości posadzki parteru oraz piwnice. Przez długi czas teren po „Kaskadzie” pozostawał niezagospodarowany. 28 września 2011 zostało tam otwarte centrum handlowo-rozrywkowe Galeria Kaskada, nawiązujące architektonicznie do wyglądu dawnego kombinatu.